# Университет Бата
Университет Бата (англ. University of Bath) — государственный образовательный и исследовательский университет, расположенный в городе Бат, графство Сомерсет, Великобритания. Был основан и удостоен королевской хартии в 1966 году вместе с рядом других образовательных учреждений после отчёта Роббинса. Подобно Бристольскому университету и Университету Западной Англии, Бат может проследить свои корни к Техническому колледжу торговцев-предпринимателей, основанному в Бристоле в 1595 году Обществом торговых предпринимателей. Главный кампус университета расположен в Клавертон-Даун, месте, откуда открывается вид на город Бат, и был специально построен в 1964 году в модернистском стиле, характерным для того времени.
В рейтинге Research Excellence Framework 2014 года 32% представленных исследований Бата получили наивысшую возможную оценку 4*, определяемую как ведущую в мире с точки зрения оригинальности, значимости и строгости. 87% исследований получили оценку 4*/3*, то есть лучшие в мире/превосходные на международном уровне. Годовой доход учреждения за 2020–2021 годы составил 289,5 млн. фунтов стерлингов, из которых 37,2 миллионов было получено от исследовательских грантов и контрактов, а расходы  составили 320,7 млн. 
Университет является членом Ассоциации университетов Содружества, Ассоциации MBAs, European Quality Improvement System, Ассоциации университетов Европы, Universities UK и GW4.

## История

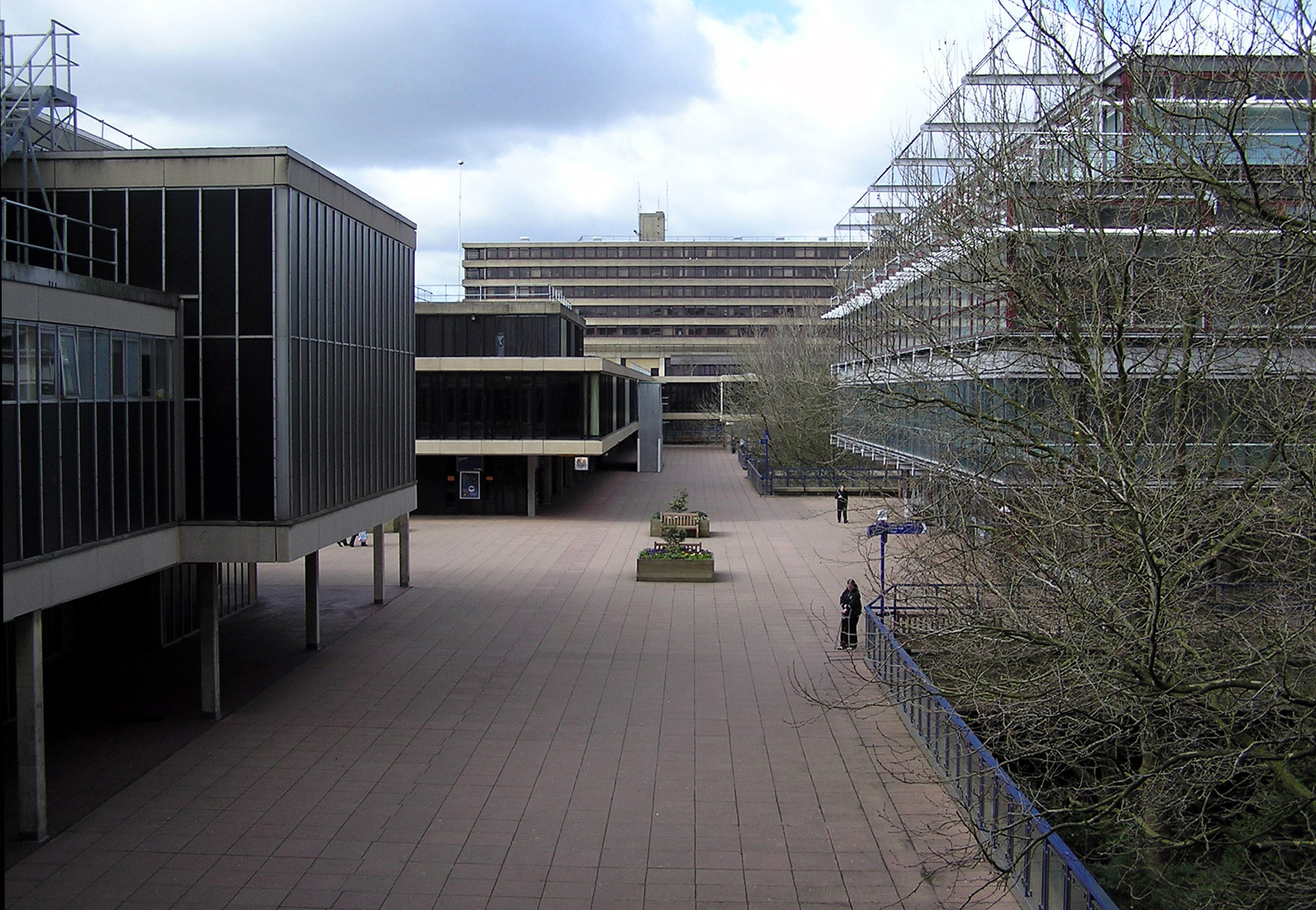
Центральный проход между корпусами

Университет Бата уходит своими корнями в Технический колледж торговцев-предпринимателей (среди выпускников которого были физики Поль Дирак и Питер Хиггс), оснонованный в 1595 году. Также университет является преемником технической школы, основанной в Бристоле в 1856 году, которая впоследствии перешла под патронаж Общества купцов-предпринимателей в 1885 году. Также в городе Бат в 1907 году была основана фармацевтическая школа, а в 1929 году она стала частью Технического колледжа.
В 1949 году колледж перешёл под контроль Бристольского управления образования; затем он был переименован в Бристольский технологический колледж, а в 1960 году ― в Бристольский колледж науки и технологий, став одним из десяти технических колледжей, находящихся под эгидой Министерства образования. Колледж в основном располагался в бывшем приюте Мюллера в Эшли Даун в Бристоле, в котором до сих пор находится часть Бристольского колледжа, а остальная часть была преобразована в жилые дома.

### Статус университета
В 1963 году отчет Комитета Роббинса проложил путь колледжу (наряду с рядом других учреждений) к получению статуса университета.

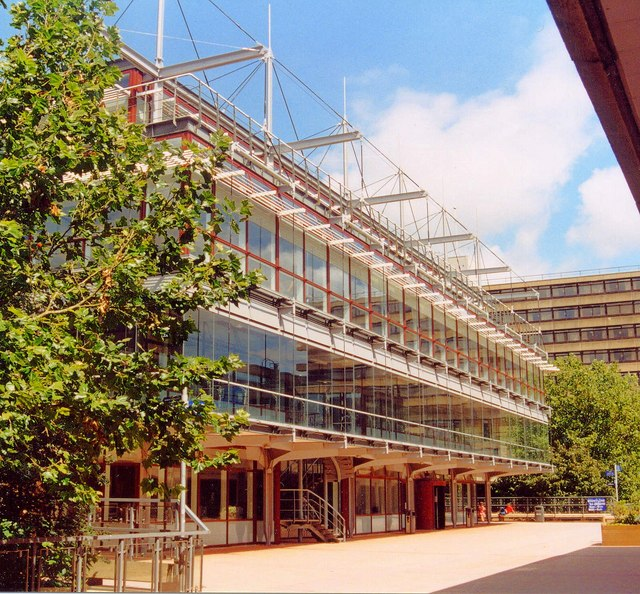
Университетская библиотека

Городские власти Бристоля, однако, не смогли предоставить расширяющемуся колледжу единственное место подходящего размера. После переговоров между директором колледжа и директором по образованию в Бате было достигнуто соглашение о предоставлении колледжу нового дома в Клавертон-Даун, на новом участке, принудительно выкупленном у семьи Кэнди из Норвуд Фарм, с видом на город.
Строительство кампуса началось в 1964 году. Первое здание, ныне известное как 4 South, было завершено в 1965 году, а Королевская хартия была издана в 1966 году. В ноябре 1966 года в актовых залах Бата состоялась церемония вручения первой учёной степени. В течение следующего десятилетия по мере формирования кампуса добавлялись новые здания.
Известно, что в середине XIX века на этом месте планировалось построить колледж.
На логотипе университета изображена так называемая голова Горгоны. Она попала на герб университета по причине того, что в городе была найдена такая же римская скульптура. Университет платит городу номинальную сумму за аренду участка земли площадью 140 акров.
До 30 октября 2012 года университета также был членом Группы 1994.